# TMEM160
TMEM160 (англ. Transmembrane protein 160) – білок, який кодується однойменним геном, розташованим у людей на короткому плечі 19-ї хромосоми. Довжина поліпептидного ланцюга білка становить 188 амінокислот, а молекулярна маса — 19 658.
| 10         |  | 20         |  | 30         |  | 40         |  | 50         |
| ---------- |  | ---------- |  | ---------- |  | ---------- |  | ---------- |
| MGGGWWWARA |  | ARLARLRFRR |  | SLLPPQRPRS |  | GGARGSFAPG |  | HGPRAGASPP |
| PVSELDRADA |  | WLLRKAHETA |  | FLSWFRNGLL |  | ASGIGVISFM |  | QSDMGREAAY |
| GFFLLGGLCV |  | VWGSASYAVG |  | LAALRGPMQL |  | TLGGAAVGAG |  | AVLAASLLWA |
| CAVGLYMGQL |  | ELDVELVPED |  | DGTASAEGPD |  | EAGRPPPE   |  |            |

A: Аланін

C: Цистеїн

D: Аспарагінова кислота

E: Глутамінова кислота

F: Фенілаланін

G: Гліцин

H: Гістидин

I: Ізолейцин

K: Лізин

L: Лейцин

M: Метіонін

N: Аспарагін

P: Пролін

Q: Глутамін

R: Аргінін

S: Серин

T: Треонін

V: Валін

W: Триптофан

Кодований геном білок за функцією належить до фосфопротеїнів. 
Локалізований у мембрані.